# Willoughby Hamilton
Willoughby James Hamilton (ur. 9 grudnia 1864 w Monasterevin, zm. 27 września 1943 w Dublinie) – irlandzki tenisista, zwycięzca Wimbledonu.
Poza tenisem z powodzeniem grał w piłkę nożną, w której reprezentował Irlandię.

## Kariera tenisowa
Hamilton wygrywał mistrzostwa Irlandii w grze pojedynczej (1889), podwójnej (1886, 1887, 1888) i mieszanej (1889, z Leną Rice).
W 1890 roku zdobył mistrzowski tytuł na Wimbledonie, pokonując w meczu o tytuł (challenge round) Williama Renshawa. Do challenge round Hamilton przystępował po zwycięstwie w finale turnieju pretendentów (All Comers) nad Haroldem Barlowem. Rok później sam miał prawo obrony mistrzostwa z rywalem wyłonionym w turnieju pretendentów (którym okazał się Wilfred Baddeley), ale nie przystąpił do turnieju z powodu choroby (zakażenia krwi), które wkrótce zakończyło jego karierę tenisową.
Markowym uderzeniem Hamiltona był forhend grany w biegu.

### Finały w turniejach wielkoszlemowych

#### Gra pojedyncza (1–0)
| Końcowy wynik | Nr | Data | Turniej           | Nawierzchnia | Przeciwnik      | Wynik finału            |
| ------------- | -- | ---- | ----------------- | ------------ | --------------- | ----------------------- |
| Zwycięzca     | 1. | 1890 | Wimbledon, Londyn | Trawiasta    | William Renshaw | 6:8, 6:2, 3:6, 6:1, 6:1 |